# ダルマシリ
ダルマシリ（? -  1367年）は、14世紀半ばに大元ウルスに仕えた大臣の一人。字は遵道。

## 概要

### 前半生
ダルマシリはかつてモンゴル高原中央部を根拠地としていたケレイト部の出で、ダルマシリの六世祖にあたる人物から代々上都開平府に居住してきた家に生まれた。ダルマシリの父はアラク・ブカ（阿剌不花）という名で、江西行省参知政事の地位にあった。
ダルマシリは幼いころより鋭敏で、長じると経史の地位を授けられた。1345年（至正5年）には経筵を選て訳史に充てられ、搢紳先生らからも期待されていたという。その後御史台訳史、ついで御史台照磨とされた。1355年（至正15年）、監察御史の地位を拝命したが、僉山北道粛政廉訪司事に一次転任し、その後詹事院長史となった。1356年（至正16年）には詹事院中議、ついで参議詹事院事に昇格となり、さらに1357年（至正17年）には太子家令となった。1358年（至正18年）には秘書太監・吏部侍郎・御史台経歴・中書右司郎中を歴任し、1359年（至正19年）には刑部尚書・提調南北兵馬司巡綽事とされた。このころ、盗賊が首都付近でも起こり恐慌が起こっていたため、ダルマシリは人心を安心させるよう務めていたという。1361年（至正21年）には中書参議から中書参知政事・同知経筵事に昇格となり、1363年（至正23年）冬には上都留守・兼開平府尹とされた。

### ボロト・テムルとの対立
1364年（至正24年）、ボロト・テムルが大都を武力制圧し、政治的に対立する皇太子アユルシリダラが逃れるという事件が起こった。ダルマシリはタシュ・テムルらとともにアユルシリダラを支持しており、各地で協力者を募ることによって上都をボロト・テムル配下の将軍から奪取することに成功した。1365年（至正25年）、冀寧路に逃れていたアユルシリダラはダルマシリの成功を受けて上都分省を立て、タシュ・テムルをその平章政事、ダルマシリを右丞に任命した。7月、ボロト・テムル配下のトゲン・テムルが攻め寄せてきたが、夜間に奇襲軍を出すことでこれを撃退することに成功した。ほどなくしてボロト・テムルも殺されてアユルシリダラは朝廷に復帰することができたため、それまでの功績により中書右丞・兼上都留守、ついで中書平章政事・上都留守に任じられた。1366年（至正26年）には大宗正府イェケ・ジャルグチとされ、1367年（至正27年）には太子詹事の地位を拝命した。同年秋には知枢密院事・知大撫軍院事に任じられ、ココ・テムルら地方に派遣された者たちに代わって中央の軍務を一手に担うこととなった。

### 晩年
しかしある時、アルラト部のカラジャンが夢の中でチンギス・カンより「今の皇帝（ウカアト・カアン）が天命を保てなくなったのはアユルシリダラが家法を壊してしまったためであり、これを改めるよう皇帝およびアユルシリダラに告げよ。ダルマシリはこのことを知りながら口に出さなかった者であり、我がこれを殺すであろう」と伝えられた。カラジャンは目を覚ますと夢のことをウカアト・カアンに告げ、これを受けてウカアト・カアンはダルマシリを呼び出そうとしたが、ダルマシリは既に事切れていたと伝えられる。